# Rozejm izraelsko-libański (1949)
Rozejm izraelsko-libański – traktat rozejmowy podpisany przez Izrael i Liban w dniu 23 marca 1949 roku w Rosz ha-Nikra. Zawarcie umowy oficjalnie kończyło działania wojenne I wojny izraelsko-arabska na froncie północnym i ustanawiało linię demarkacyjną pomiędzy wojskami izraelskimi i libańskimi.

## Historia
Przyjęta w dniu 29 listopada 1947 roku Rezolucja Zgromadzenia Ogólnego ONZ nr 181 decydowała o podziale Palestyny na dwa państwa: żydowskie i arabskie. Przywódcy społeczności arabskiej odrzucili plan podziału i rozpoczęli wojnę domową w Mandacie Palestyny (1947-1948). W maju 1948 roku, w działania wojenne zaangażowały się sąsiednie państwa arabskie, rozpoczynając I wojnę izraelsko-arabską. Liban odegrał w tej wojnie symboliczną rolę. Wynikało to z faktu, że libańscy dowódcy muzułmańscy byli zdecydowani poprowadzić swoje oddziały do Palestyny, jednak dowódcy chrześcijańscy opowiedzieli się za nieangażowaniem się w niepewną wojnę. W rezultacie główne dowództwo libańskich wojsk przyjęło postawę defensywną. W tej sytuacji cały ciężar prowadzenia walk w Galilei spadł na Arabską Armię Wyzwoleńczą, a wojska libańskie ograniczyły swoje działania do zabezpieczania granicy oraz szlaków zaopatrzeniowych prowadzących do Galilei. Jesienią wojska izraelskie zyskały na tyle dużą przewagę, że przejęły inicjatywę i usunęły siły arabskie z Galilei, oraz zajęły kilkanaście wiosek w południowym Libanie. Kolejne działania izraelskiej armii koncentrowały się na pustyni Negew, doprowadzając do rozpoczęcia 12 stycznia 1949 tajnych rozmów izraelsko-egipskich na wyspie Rodos. W dniu 24 lutego 1949 roku nastąpiło podpisanie rozejmu izraelsko-egipskiego.
W dniu 1 marca 1949 roku rozpoczęły się tajne rozmowy izraelsko-libańskie na przejściu granicznym Rosz ha-Nikra. Przebiegały one w najlepszych nastrojach ze wszystkich rozmów z innymi państwami arabskimi. Szefem izraelskiej delegacji był generał Mordechaj Maklef. Towarzyszyli mu urzędnicy z Ministerstwa Spraw Zagranicznych: Szabbetaj Rosen i Joszua Palmon. Szefem libańskiej delegacji był Szef Sztabu Generalnego Libańskiej Armii, generał Taufik Salim, któremu towarzyszyło dwóch wysokich oficerów i przedstawiciel Ministerstwa Spraw Zagranicznych. W dniu 23 marca 1949 nastąpiło podpisanie rozejmu izraelsko-libańskiego.

## Tekst umowy
Obszar państwa żydowskiego przyznany w 1947 r.
     Obszar państwa arabskiego, który w 1949 r. pozostał pod kontrolą Egiptu i Transjordanii
     Obszar państwa arabskiego, który w 1949 r. pozostał pod kontrolą Izraela
     Corpus separatum Jerozolimy
Preambuła

Obszar państwa żydowskiego przyznany w 1947 r.
Obszar państwa arabskiego, który w 1949 r. pozostał pod kontrolą Egiptu i Transjordanii
Obszar państwa arabskiego, który w 1949 r. pozostał pod kontrolą Izraela
Corpus separatum Jerozolimy

Strony niniejszej Umowy, w odpowiedzi na Rezolucję Rady Bezpieczeństwa z dnia 16 listopada 1948 roku wzywającą ich, jako kolejny środek zgodnie z Artykułem 40 Karty Narodów Zjednoczonych w celu ułatwienia przejścia od obecnego rozejmu do trwałego pokoju w Palestynie, wynegocjowały Rozejm; podjęły decyzję o rozpoczęciu negocjacji pod Przewodnictwem Narodów Zjednoczonych koncentrując się nad wdrożeniem rezolucji Rady Bezpieczeństwa ONZ z 4 i 16 listopada 1948 roku; i po wyznaczeniu przedstawicieli uprawnionych do negocjacji i zawarcia Porozumienia o Rozejmie;
Prawomocni przedstawiciele, posiadający władzę powierzoną im przez swoje Rządy, zgodzili się na następujące postanowienia:
Artykuł I
W celu wspierania powrotu do trwałego pokoju w Palestynie i uznania znaczenia wzajemnych zapewnień dotyczących przyszłych operacji wojskowych Stron, następujące zatwierdzone zasady będą w pełni przestrzegane przez obie Strony podczas Rozejmu:
1. Nakaz Rady Bezpieczeństwa aby unikać siły militarnej przy rozwiązywaniu kwestii Palestyny będzie odtąd skrupulatnie przestrzegany przez obie Strony.
2. Strony zobowiązują się nie podejmować żadnych planowanych agresywnych działań przez lądowe siły zbrojne, morskie lub powietrzne, które zagrażałyby ludziom lub innym siłom zbrojnym; przy założeniu, że użycie terminu „planowanych” w tym kontekście nie odnosi się do normalnego planowania sztabowego jako ogólnej praktyki organizacji wojskowych.
3. W pełni będzie przestrzegano prawo do bezpieczeństwa i wolności od strachu przed atakiem innych sił zbrojnych każdej ze Stron.
4. Ustanowienie zawieszenia broni między siłami zbrojnymi obu Stron jest uznane jako niezbędny krok w kierunku zakończenia konfliktu zbrojnego i przywrócenia pokoju w Palestynie.

Artykuł II
W celu realizacji rezolucji Rady Bezpieczeństwa z 16 listopada 1948 roku, następujące zasady i cele zostają potwierdzone:
1. Zostaje uznana zasada Rady Bezpieczeństwa, że podczas rozejmu nie mogą być odniesione żadne korzyści militarne lub polityczne;
2. Uznano także, że żaden przepis niniejszej Umowy nie narusza praw, roszczeń i stanowisk żadnej ze Stron do czasu ostatecznego pokojowego rozwiązania kwestii Palestyny;
  1. Postanowienia niniejszego porozumienia dotyczą wyłącznie kwestii militarnych.

Artykuł III
1. Na podstawie powyższych zasad i rezolucji Rady Bezpieczeństwa z 16 listopada 1948 roku, niniejszym zostaje ustanowiony rozejm między siłami zbrojnymi – lądowymi, morskimi i powietrznymi – obu Stron.
2. Żadne elementy lądowych, morskich lub powietrznych sił zbrojnych lub sił paramilitarnych jednej ze Stron, w tym siły nieregularne, nie będą prowadzić żadnych działań militarnych lub działań wrogich przeciwko siłom zbrojnym lub paramilitarnym drugiej Strony, lub wobec ludności cywilnej na terytorium pozostającym pod kontrolą tej Strony; nie przekroczą Linii Demarkacyjnej Rozejmu określonej w Artykule V niniejszej Umowy; nie naruszą przestrzeni powietrznej drugiej Strony lub nie zbliżą się na odległość trzech mil od linii brzegowej drugiej Strony.
3. Żaden akt wojenny lub akt wrogości nie zostanie przeprowadzony z terytorium kontrolowanego przez jedną ze Stron niniejszej Umowy w stosunku do drugiej Strony.

Artykuł IV
1. Linię wyznaczoną w Artykule V niniejszej Umowy uznaje się jako Linię Demarkacyjną Rozejmu, wyznacza się ją zgodnie z celem i zamiarem rezolucji Rady Bezpieczeństwa z 16 listopada 1948.
2. Podstawowym celem Linii Demarkacyjnej Rozejmu jest wyznaczenie linii, za którą siły zbrojne poszczególnych Stron nie mogą być przesunięte.
3. Prawa i regulaminy sił zbrojnych Stron, które zakazują cywilom przekraczania linii walk lub wkraczania w obszar pomiędzy liniami, pozostają w mocy po podpisaniu niniejszej Umowy, z uwzględnieniem Linii Demarkacyjnej Rozejmu określonej w Artykule V.

Artykuł V
1. Linia Demarkacyjna Rozejmu powinna być zgodna z międzynarodową granicą między Libanem i Palestyną.
2. W rejonie Linii Demarkacyjnej Rozejmu mogą przebywać jedynie siły zbrojne Stron składające się z sił obronnych określonych w Aneksie do niniejszej Umowy.
3. Wycofanie sił za Linię Demarkacyjną Rozejmu oraz redukcja ich zdolności obronnych zgodnie z poprzednim paragrafem zostanie ukończona w ciągu dziesięciu dni od podpisania niniejszej Umowy. W ten sam sposób zostaną usunięte miny z zaminowanych dróg i ewakuowanych obszarów przez każdą ze Stron, nastąpi przekazanie planów położenia pól minowych na terytorium drugiej Strony w ciągu tego samego okresu.

Artykuł VI
Wszyscy jeńcy wojenni przetrzymywani przez Strony niniejszej Umowy, należący do regularnych lub nieregularnych sił zbrojnych drugiej Strony, powinni być wymienieni w następujący sposób:
1. Wymiana jeńców wojennych podlega nadzorowi i całkowitej kontroli Narodów Zjednoczonych. Wymiana odbędzie się w Rosz ha-Nikra w ciągu dwudziestu czterech godzin od podpisania niniejszej Umowy.
2. Jeńcy wojenni, przeciwko którym prowadzone jest postępowanie karne, jak i skazani za przestępstwa lub inne wykroczenia, są objęci tą wymianą więźniów.
3. Wszystkie przedmioty użytku osobistego, przedmioty wartościowe, listy, dokumenty, znaki identyfikacyjne i inne osobiste rzeczy jakiegokolwiek rodzaju, należące do jeńców wojennych, którzy są wymieniani, są im zwracane, lub jeśli uciekli lub zmarli, Stronie do której sił zbrojnych należeli.
4. Wszystkie sprawy nie wyraźnie określone w niniejszej Umowie ustala się zgodnie z zasadami określonymi na Międzynarodowej Konwencji dotyczącej Traktowania Jeńców Wojennych, podpisanej w Genewie dnia 27 lipca 1929 roku.
5. Mieszana Komisja Rozejmu ustanowiona przez Artykuł VII niniejszej Umowy ponosi odpowiedzialność za zlokalizowanie osób zaginionych, wojskowych lub cywilnych, w granicach obszarów kontrolowanych przez każdą ze Stron, w celu ułatwienia ich sprawnej wymiany. Każda ze Stron zobowiązuje się do pełnej współpracy z Komisją i udzielenia pomocy w wykonywaniu tej funkcji.

Artykuł VII
1. Wykonanie postanowień niniejszej Umowy powinno być nadzorowane przez Mieszaną Komisję Rozejmu składającą się z siedmiu członków, z których każda ze Stron niniejszej Umowy wyznacza po trzech, a Przewodniczącym jest Szef Sztabu Organizacji Nadzorującej Rozejm Narodów Zjednoczonych lub wskazany przez niego wysoki oficer z personelu Obserwatorów tej Organizacji, po konsultacji z obydwoma Stronami niniejszej Umowy.
2. Mieszana Komisja Rozejmu ma swoją siedzibę na granicy na północ od Metulla i na granicy libańskiej w An-Nakura, i organizuje tam spotkania w takich terminach, jakie uzna za konieczne dla skutecznej organizacji prac.
3. Mieszana Komisja Rozejmu zostanie powołana na swoje pierwsze spotkanie przez Szefa Sztabu Organizacji Nadzorującej Rozejm Narodów Zjednoczonych w terminie nie później niż tydzień po podpisaniu niniejszej Umowy.
4. Decyzje Mieszanej Komisji Rozejmu, o ile to możliwe, będą oparte na zasadzie jednomyślności. W przypadku braku jednomyślności, decyzje są podejmowane większością głosów członków obecnych i głosujących Komisji.
5. Mieszana Komisja Rozejmu sporządza swój wewnętrzny regulamin. Posiedzenia zwoływane są z odpowiednim wyprzedzeniem przez Przewodniczącego. Na posiedzeniach kworum decyzje zapadają większością głosów jej członków.
6. Komisja jest uprawniona do zatrudniania Obserwatorów, którzy mogą pochodzić z organizacji wojskowych Stron lub z personelu wojskowego Organizacji Nadzorującej Rozejm Narodów Zjednoczonych, lub z obu, w takiej ilości, jaka będzie niezbędna do wykonywania jej funkcji. W przypadku zatrudnienia Obserwatorów Narodów Zjednoczonych, powinni oni pozostać pod dowództwem Szefa Sztabu Organizacji Nadzorującej Rozejm Narodów Zjednoczonych. Zadania o charakterze ogólnym powierzane Obserwatorom Narodów Zjednoczonych zatrudnianym przez Mieszaną Komisję Rozejmu, podlegają zatwierdzeniu przez Szefa Sztabu Narodów Zjednoczonych lub jego wyznaczonego przedstawiciela w Komisji, w zależności od pracy Przewodniczącego.
7. Skargi i roszczenia przedstawiane przez każdą ze Stron w odniesieniu do stosowania niniejszej Umowy są bezwłocznie przedstawiane Przewodniczącemu Mieszanej Komisji Rozejmu. Komisja podejmuje działania w odpowiedzi na skargi i roszczenia przy pomocy swoich obserwatorów i maszynerii dochodzeniowej, jaką uzna za stosowną, w celu sprawiedliwego rozwiązania i zadowolenia obu Stron.
8. W przypadku, gdy przedmiotem sporu jest interpretacja znaczenia danego postanowienia niniejszej Umowy, z wyjątkiem Preambuły i Artykułów I i II, interpretacja Komisji ma pierwszeństwo, z zastrzeżeniem do prawa do odwołania przewidzianym w paragrafie 4. Komisja, według własnego uznania i w razie potrzeby, może od czasu do czasu zalecić Stronom zmianę w przepisach niniejszej Umowy.
9. Mieszana Komisja Rozejmu przedstawia obu Stronom sprawozdania ze swojej działalności tak często, jak uzna to za konieczne. Kopia każdego takiego sprawozdania zostanie przedstawiona Sekretarzowi Generalnemu Narodów Zjednoczonych w celu przekazania właściwym organom lub agencjom Organizacji Narodów Zjednoczonych.
10. Członkom Komisji i jej Obserwatorom przyznaje się prawo swobodnego przemieszczania się i dostępu w obszarach objętych niniejszą Umową.
11. Wydatki Komisji, inne niż te odnoszące się do Obserwatorów Narodów Zjednoczonych, muszą być rozłożone w równych częściach między Strony niniejszej Umowy.

Artykuł VIII
1. Niniejsza Umowa nie podlega ratyfikacji i wejdzie w życie natychmiast po podpisaniu.
2. Umowa była negocjowana i zawarta zgodnie z rezolucją Rady Bezpieczeństwa z 16 listopada 1948 roku wzywającą do ogłoszenia zawieszenia broni w celu usunięcia zagrożenia pokoju w Palestynie oraz w celu ułatwienia przejścia z obecnego rozejmu do trwałego pokoju w Palestynie, i pozostaje w mocy do czasu osiągnięcia pokoju między Stronami, z wyjątkiem przypadków przewidzianych w paragrafie 3 niniejszego Artykułu.
3. Strony niniejszej Umowy mogą, za obopólną zgodą, zmienić Umowę lub którykolwiek z jej przepisów albo zawiesić jej stosowanie, poza Artykułami I i III, w dowolnym czasie. W przypadku braku porozumienia w okresie roku od daty wejścia w życie niniejszej Umowy, każda ze Stron może zwrócić się do Sekretarza Generalnego Narodów Zjednoczonych o zwołanie konferencji przedstawicieli obu Stron w celu dokonania przeglądu, zmienienia lub zawieszenia któregokolwiek z postanowień niniejszej Umowy, z wyłączeniem Artykułów I i III. Udział w takiej konferencji będzie obowiązkowy dla Stron.
4. Jeśli konferencja przewidziana w paragrafie 3 niniejszego Artykułu nie przyniesie rozwiązania punktu sporu, każda ze Stron może wnieść sprawę do Rady Bezpieczeństwa Narodów Zjednoczonych z żądaniem podjęcia przez Radę Bezpieczeństwa działań w celu osiągnięcia pokoju w Palestynie.
5. Niniejsza Umowa zostaje podpisana w kilku egzemplarzach, po jednym egzemplarzu dla każdej ze Stron, dwie kopie dla Sekretarza Generalnego Narodów Zjednoczonych w celu przekazania do Rady Bezpieczeństwa Narodów Zjednoczonych i Komisji Rozjemczej Narodów Zjednoczonych, i jeden egzemplarz dla Mediatora Palestyny.

Sporządzono w Rosz ha-Nikra w dniu 23 marca 1949 roku w obecności zastępcy Mediatora Narodów Zjednoczonych w Palestynie i Szefa Sztabu Organizacji Nadzorującej Rozejm Narodów Zjednoczonych.

## Reakcje i następstwa
Podpisanie tego rozejmu było sukcesem izraelskiej strategii polityczno-wojskowej. Udało się na froncie północnym powiększyć obszar państwa żydowskiego, co znalazło swoje odzwierciedlenie w zawartym rozejmie z Libanem. Porażką był fakt, że Liban nie uznał faktu istnienia państwa żydowskiego i nie podpisał trwałego porozumienia pokojowego. W rezultacie, wojna izraelsko-libańska została tylko przerwana na czas obowiązywania rozejmu.